# M76 (nébuleuse)
Pour les articles homonymes, voir M76.
M76 (ou NGC 650) est une nébuleuse planétaire située dans la constellation de Persée. Elle est également connue sous le nom du Petit Haltère (ou Little Dumbbell), sa forme rappelant celle de la nébuleuse de l'Haltère (M27, aussi connue sous le nom de Dumbbell). M76 est l'un des objets les moins lumineux du catalogue de Messier.
M76 est presque parallèle au plan de la Voie lactée à environ 170 pc (∼554 al) de celui-ci. Étant donnée un mouvement propre de 0,007 5 mas sur le fond du ciel, sa vitesse par rapport à celui-ci est de 34 km/s.

## Observation
Avec une magnitude visuelle apparente de 10,1, on doit utiliser des jumelles dont l'ouverture est d'au moins 80 mm ou un petit télescope pour l'observer.  

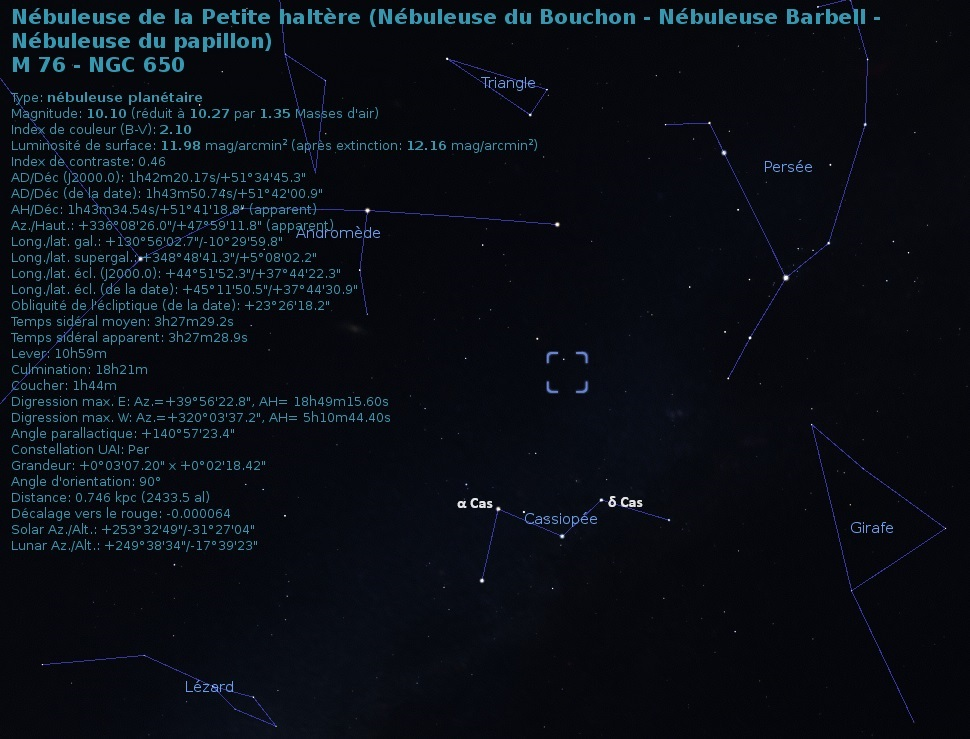
Localisation de M76 dans la constellation de Persée. (Stellarium)

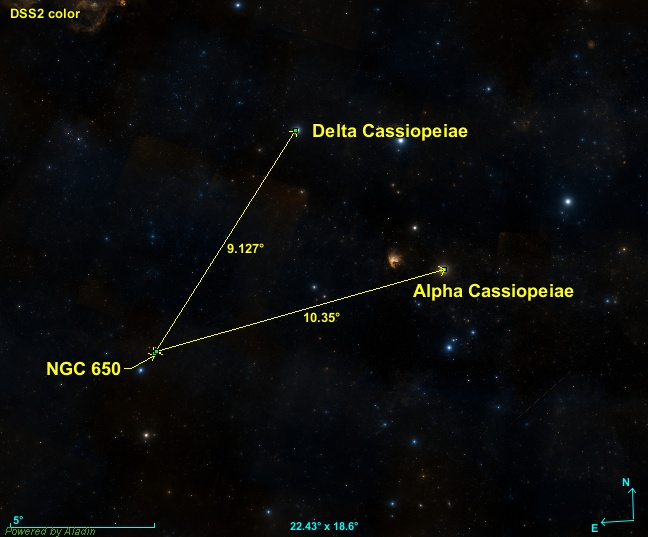
Position de M76 par rapport à deux étoiles de Persée.

La nébuleuse NGC 650 est située à environ 10,4 degrés au sud-est d'Alpha Cassiopeiae et à environ 9,1 degrés au sud-est de Delta Cassiopeiae. 

## Histoire
M76 a été découverte par Pierre Méchain le 5 septembre 1780, et Charles Messier l'inclut à son catalogue d'objets diffus le 21 octobre de la même année, après l'avoir observée et déterminé sa position. Lawrence Parsons a cru détecter une structure spirale dans cette nébuleuse, mais il était dans l'erreur. En 1866, William Huggins, un pionnier de la spectroscopie, a déterminé sa nature gazeuse en étudiant les raies de son spectre. M76 a reçu deux numéros NGC (NGC 650 et NGC 651), parce qu'on la suspectait à l'époque d'être une nébuleuse double dont les composantes auraient été en contact. C'est William Herschel qui est à l'origine de cette double nature. NGC 651 est la partie au nord-est de la nébuleuse. Finalement, c'est l'astrophotographe Isaac Roberts qui a déterminé que c'était une simple nébuleuse et non une nébuleuse double.

## Étoile centrale
L'étoile à l'origine de cette nébuleuse possède aujourd'hui une magnitude apparente de +16,6, avec une température de surface plutôt élevée de 138 kK. La gravité à la surface de cette étoile est estimée à 20,4 cm/s2 (log10 = 7,31). Sa masse est de 0,61{\displaystyle M_{\odot }}. Cette étoile est probablement en train de se refroidir pour devenir à terme une naine blanche d'ici plusieurs milliards d'années.

## Distance et taille
La distance séparant le système solaire de M76 est très mal connue, les estimations varient selon les sources de 0,93 ± 0,26 kpc (∼3 030 al) à 1,38 ± 0,40 kpc (∼4 500 al). Selon ces distances, la dimension réelle du cœur nébuleuse est entre 0,96 et 4.14 a.l.. 

## Halo
Ses ailes s'étendent sur une distance comprise entre 1,3 et 11,3 a.l. et son halo diffus pourrait s'étendre jusqu'à 21 a.l.. L'âge cinématique du halo de la nébuleuse est d'environ 80 000 ans.

## Galerie

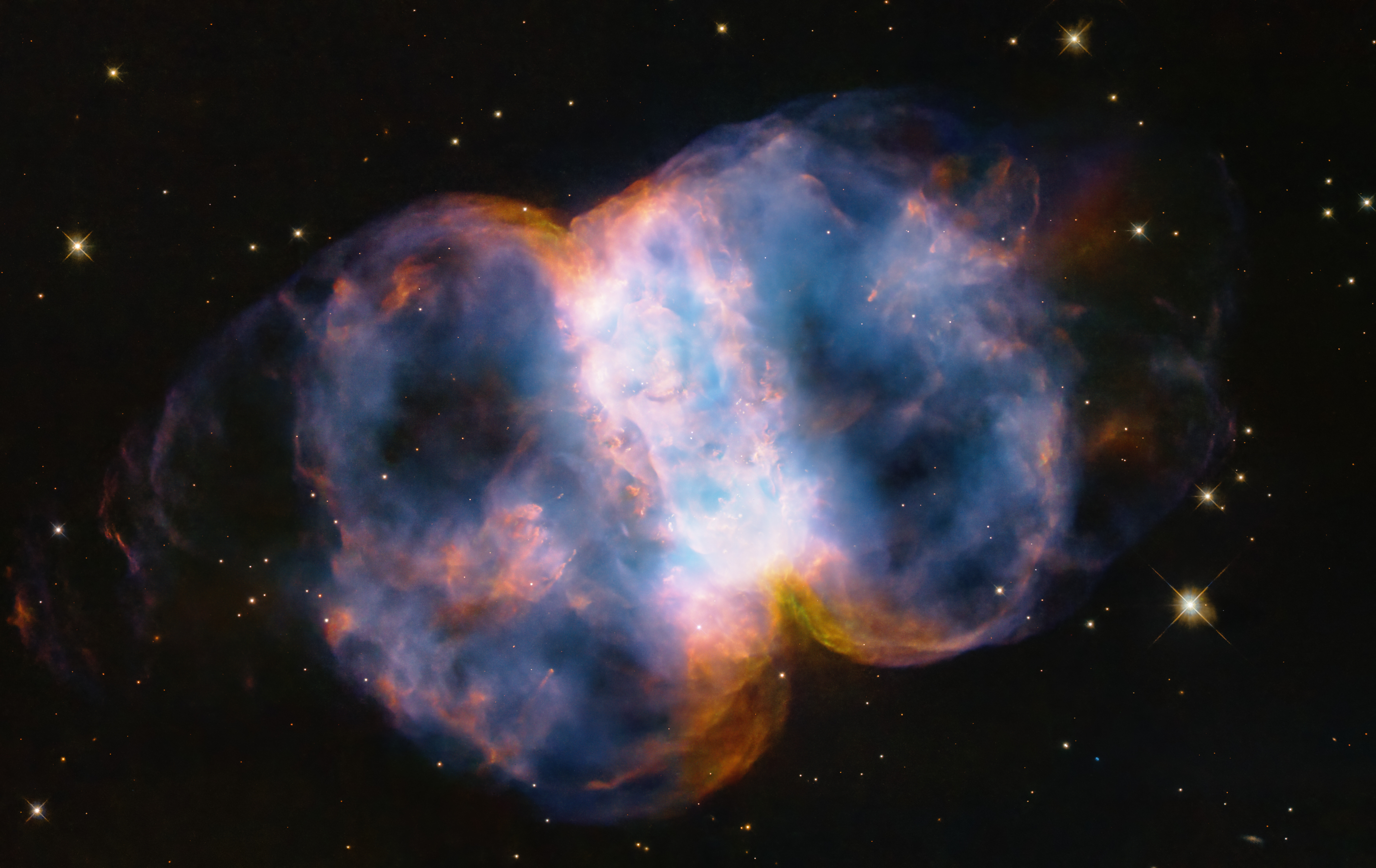
M76 imagée par le télescope spatial Hubble.
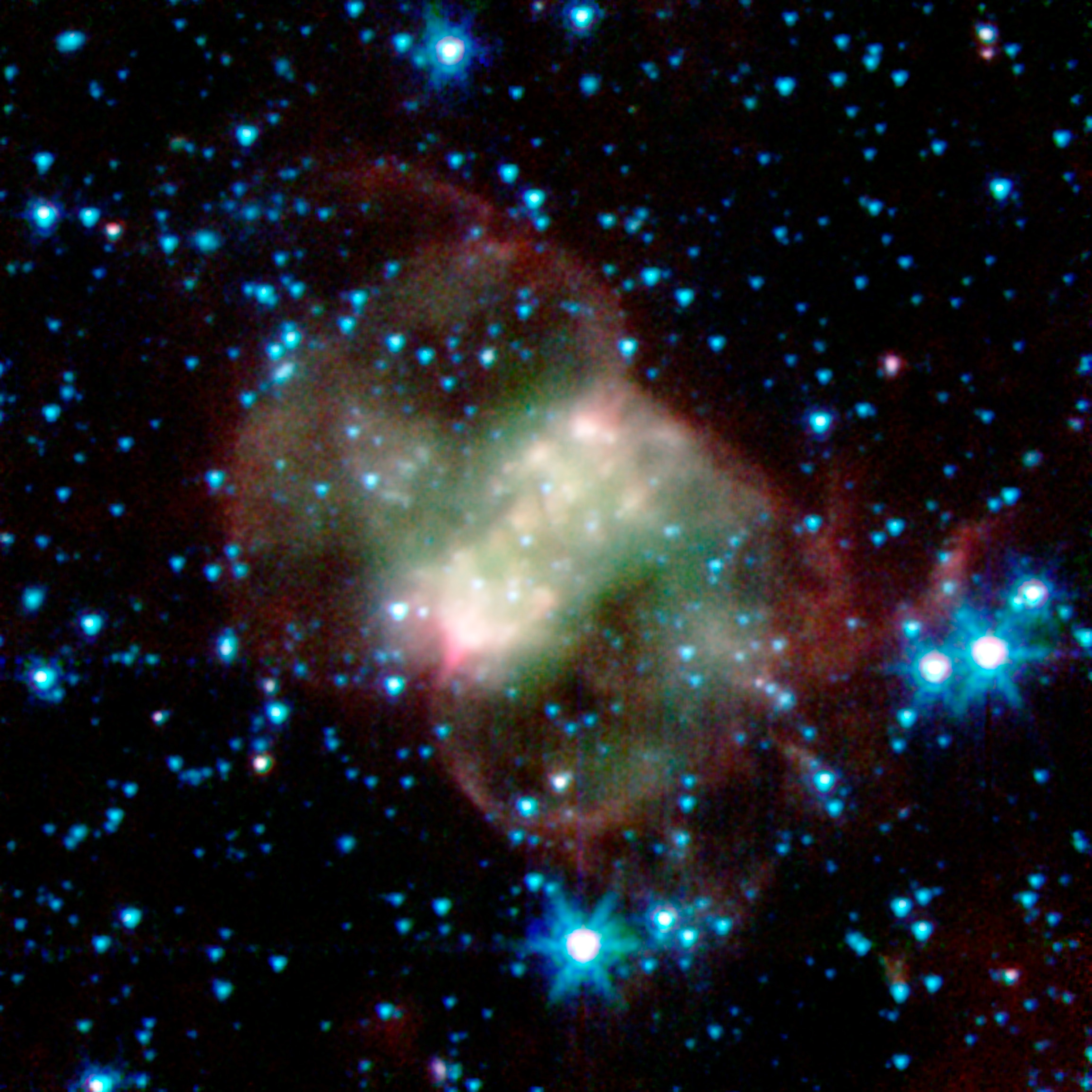
M76 vue en infrarouge par le télescope spatial Spitzer.
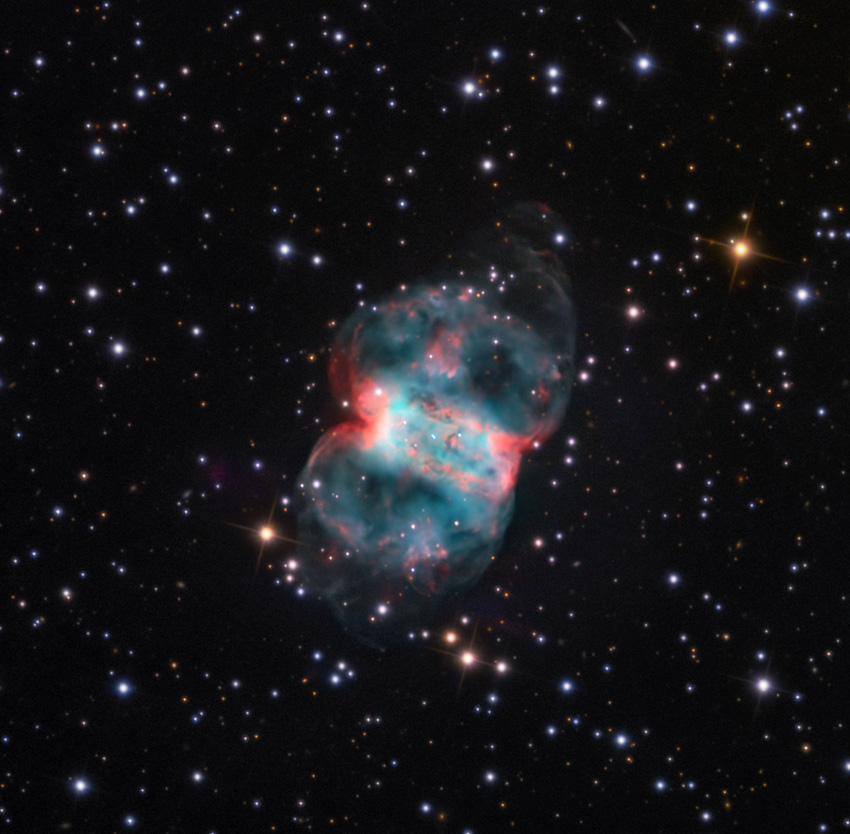
M76 par Adam Block (Observatoire du mont Lemmon/Université de l'Arizona).
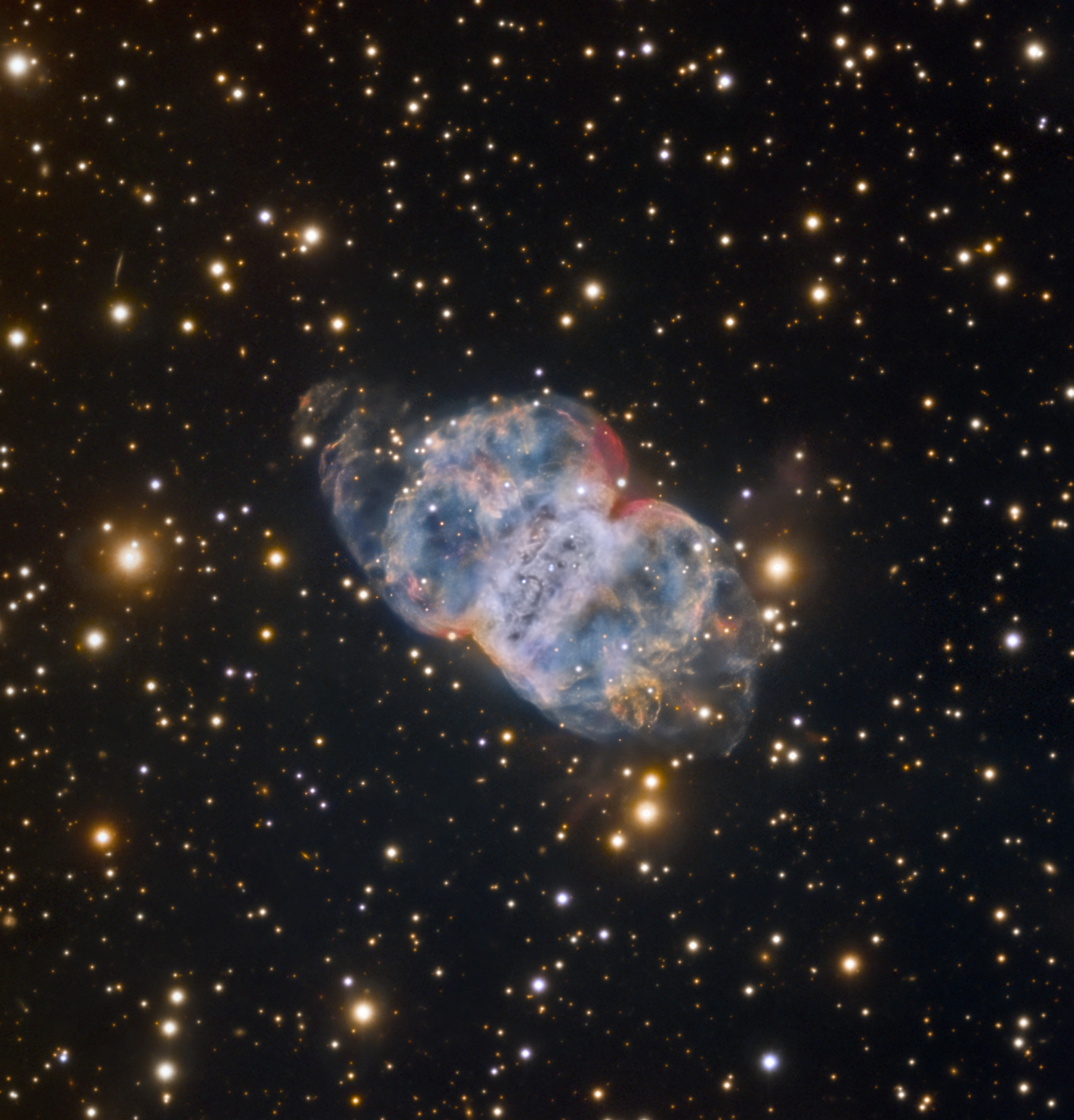
M76 imagée par le télescope de Liverpool (par Daniel Nobre).